# ウェーバー・シャンドウィック
ウェーバー・シャンドウィック（英: Weber Shandwick）は、アメリカ合衆国ニューヨーク市に本社を置くPR会社で、広告代理店インターパブリックグループの系列企業である。2022年度の売上高は約8.6億米ドルで、世界PR会社ランキングでは、エデルマンに次ぐ2位となっている。2017年、2017 PR Global Agency of the Yearを受賞。

## 沿革
- 1921年 - BSMGワールドワイド創業
- 1974年 - ロンドンでシャンドウィックインターナショナル設立。
- 1987年 - アメリカ合衆国マサチューセッツ州ケンブリッジでウェーバーグループ創業
- 2001年 - ウェーバー・シャンドウィックとBSMGワールドワイドが統合
- 2014年 - スウェーデンのエージェンシーPrimeおよびそのビジネスインテリジェンス部門 United Mindsを 買収

## 日本法人
事業ブランドとしては「ウェーバー・シャンドウィック」であるが、日本法人はIPGデクストラ・ジャパン株式会社（英: IPG DXTRA Japan）となっている。ウェーバー・シャンドウィックは、エデルマン、フライシュマン・ヒラード、ヒル・アンド・ノウルトン、バーソン・コーン&ウルフと並び、日本国内の大手外資系PR会社の一角を占めている。

### 沿革
- 1959年 - 国際ピーアール株式会社設立
- 1988年 - 国際ピーアールとシャンドウィック・インターナショナル・グループが資本提携
- 1997年 - IPRシャンドウィックに社名変更
- 2014年 - 社名をCMGジャパン株式会社(英文名CMGRP Japan Inc.)に改称。事業ブランドとし「ウェーバー・シャンドウィック」を継続して使用
- 2020年 - インターパブリック･グループの組織変更に伴い社名をIPGデクストラ・ジャパン株式会社に改称。

### 主な実績
2000年のシドニーオリンピックの招致業務を受託し、招致成功。これに続き、2008年北京オリンピックの招致委員会より業務受託、誘致に成功した。2016年東京オリンピック構想の招致活動での海外広報業務も受託したが、開催が実現しなかった。2020年東京オリンピック構想においても引き続き同社が国際広報活動を受託し、東京での開催が決定した。